# Eucharias
Sankt Eucharias af Orléans (født ca. 687 i Orléans, død 20. februar 743) var en biskop i Orléans. 
Han blev mod sit ønske udnævnt til biskop og blev fængslet, da han modarbejdede frankernes konge, Karl Martel, i dennes bestræbelser på at blive enerådig kirkeværge og at konfiskere krikens besiddelser. Eucharias døde i fængslet 20. februar 743.
Eucharias har fået tildelt den 20. februar som navnedag.
| Religion | Spire Denne religionsartikel er en spire som bør udbygges. Du er velkommen til at hjælpe Wikipedia ved at udvide den. |